# Дольче, Лодовико
Лодовико Дольче (итал. Lodovico Dolce; 1508, Венеция, (Италия) — 1568, Венеция, (Италия)) — итальянский писатель, художественный критик, переводчик, издатель, драматург.

## Биография
Лодовико Дольче принадлежал к знатной, но обедневшей венецианской семье. После учёбы в Падуе он поступил на службу к издателю Габриеле Джолито де Феррари, для которого он редактировал сочинения современных авторов, переводил Вергилия, Горация и Цицерона, а также создавал произведения с цитатами и компиляциями из других авторов. Он написал пять комедий, несколько трагедий, поэм, трактатов и биографий выдающихся личностей, таких как Карл V
Особый интерес вызывали у Дольче проблемы изобразительного искусства. Он долгое время, особенно в 1535—1545 годах, тесно общался с Пьетро Аретино и находился под влиянием его эстетических взглядов. В центре дискуссий были принципы оценки достоинств живописных произведений, а также сравнительные преимущества флорентийской и венецианской школ.
В 1557 году была опубликована наиболее значительная работа Дольче — «Диалог о живописи» (итал. Dialogo della pittura intitolato l’Aretino), посвященная умершему год назад Аретино. Вымышленный диалог между Аретино, выражающим взгляды автора, и тосканским гуманистом Дж. Фабрини начинается с обсуждения общих принципов искусства и сравнения достоинств Микеланджело и Рафаэля, при этом предпочтение отдается последнему. Дольче устами Аретино критикует чрезмерную, по его мнению, жёсткость форм Микеланджело, увлечение сложными ракурсами и обнажённой натурой. Собеседники обсуждают роль отдельных компонентов живописного произведения: замысла (итал. invenzione), рисунка (итал. disegno) и колорита (итал. colorito) и доказывают превосходство Рафаэля перед Микеланджело в работе с цветом. Завершает работу биография современника и земляка Дольче — Тициана, в первенстве и совершенстве которого автор не сомневается. .